# Dobra Voda (Czarnogóra)
Dobra Voda (cyr. Добра Вода) – wieś w Czarnogórze, w gminie Bar. W 2011 roku liczyła 1065 mieszkańców.